# Port lotniczy Taidong
Port lotniczy Taidong (IATA: TTT, ICAO: RCFN) – port lotniczy położony w Taidong na Tajwanie. Obsługuje wyłącznie połączenia krajowe.